# 木﨑ゆりあ
木﨑 ゆりあ（きざき ゆりあ、1996年2月11日 - ）は、日本の女優。YouTuber。女性アイドルグループAKB48およびSKE48の元メンバー。
愛知県春日井市出身。am合同会社所属。

## 来歴
2007年
12月27日、『avex audition project 俳優・タレント・モデルオーディション』に合格。
2009年
11月1日、『SKE48第三期メンバーオーディション』に合格。
2010年
6月16日、7月7日発売の3rdシングル「ごめんね、SUMMER」の7人の選抜メンバーに入ったことが発表される。石田安奈とともに初めて選出され、選抜メンバー発表時点では研究生であった。
6月23日に行われたチームSの劇場公演において、チームSへの昇格が発表される。
10月27日にリリースされたAKB4818thシングル「Beginner」のカップリング曲「僕だけのvalue」で、石田とともにアンダーガールズの一員として、初めてAKB48名義のCDに参加。
2011年
7月27日・28日放送の『明日の光をつかめ2』に間野春香、山田澪花とともに、架空アイドルユニット「プチトマト」役で全国ネットの連続ドラマに初出演。
7月27日、6thシングル「パレオはエメラルド」のカップリング「花火は終わらない」においてセレクション8に選ばれる。
2012年
5月から6月にかけて実施された『AKB48 27thシングル 選抜総選挙』では31位で、アンダーガールズに選出される。
2013年
5月から6月にかけて実施された『AKB48 32ndシングル 選抜総選挙』では22位で、アンダーガールズに選出される。
2014年
1月、SKE48とGALAXYによる新ユニットGALAXY of DREAMSが結成され、メンバーに選出される。
2月24日、Zepp DiverCityで開催された『AKB48グループ大組閣祭り〜時代は変わる。だけど、僕らは前しか向かねえ!〜』において、AKB48チーム4への移籍および同チーム副キャプテン就任が発表される。
4月21日、この日千秋楽を迎えたSKE48 チームS 4th Stage「RESET」公演がSKE48メンバーとしての最後の劇場公演となる。
4月24日、この日初日を迎えたAKB48 チーム4 3rd Stage「アイドルの夜明け」公演でAKB48劇場デビュー。
5月21日、フジテレビのバラエティ番組『めちゃ2イケてるッ!』のプロレス企画・「めちゃ日本女子プロレス」のリハーサル中に左手を怪我し、「左手関節橈骨遠位端骨折」で全治3週間 - 4週間と診断されたことが同社から発表される。
5月から6月にかけて実施された『AKB48 37thシングル 選抜総選挙』では23位で、アンダーガールズに選出される。
10月3日未明、自身初のラジオ冠番組『AKB48木﨑ゆりあ 2014年のシンデレラ』（MBSラジオ）が放送開始。
12月16日、TOKYO DOME CITY HALLで開催された『第4回AKB48紅白対抗歌合戦』において、AKB48メンバーから7人が選抜され結成された新ユニット「ニャーKB with ツチノコパンダ」への参加が発表される。
2015年
2月11日、ファースト写真集『ぴーす』を発売。
3月26日、さいたまスーパーアリーナで開催された『AKB48 春の単独コンサート〜ジキソー未だ修行中!〜』において、チームBへの異動および同チームのキャプテンに就任することが発表される。
4月8日、参加ユニット「ニャーKB with ツチノコパンダ」が、アニメ『妖怪ウォッチ』（テレビ東京）のエンディングテーマ「アイドルはウーニャニャの件」でシングルCDデビュー。
5月から6月にかけて実施された『AKB48 41stシングル 選抜総選挙』では自己最高タイの22位にランクインし、アンダーガールズに選出された。
9月1日、新チーム体制への移行によりチームBキャプテンに就任。
2016年
ショートショート フィルムフェスティバル & アジアとAKB48グループのコラボ企画「AKB ShortShorts」のもと製作されたショートストーリー9作品のうちの1篇『candy』で映画初主演を務め、2月6日より全国公開。
5月から6月にかけて実施された『AKB48 45thシングル 選抜総選挙』では37位で、ネクストガールズに選出された。
12月7日から14日にかけて東京芸術劇場にて上演された東京マハロの第18回公演「紅をさす」で、AKB48グループ以外での舞台作品に初出演。
2017年
4月13日（12日深夜）放送の『AKB48のオールナイトニッポン』（ニッポン放送）において、2017年内にAKB48から卒業することを発表した。9月28日にSKE48劇場で行われたSKE48「制服の芽」公演、および9月30日にAKB48劇場で行われた卒業公演をもってAKB48のメンバーとしての活動を終了した。
12月8日、トライストーン・エンタテイメントに所属することが明らかになった。
2019年
8月21日から31日まで東京・あうるすぽっと、大阪・COOL JAPAN PARK OSAKAにて上演された「生前葬（so）ng♪」で、舞台初主演を務めた。
2021年
10月31日をもってトライストーン・エンターテイメントとの契約を終了。数年来の体調不良の療養のため芸能活動を休止する。
2022年
1月4日、AKB48の入山杏奈のYouTubeチャンネル『Anna Iriyama』の生配信で行われた、入山のAKB48卒業発表にゲスト出演し、芸能活動を再開したことを明かした。
1月14日、SKE48で同じ3期生の小木曽汐莉とともに、YouTubeチャンネル『おぎそさんときざきさん』を開設。正式に活動を再開した。
2023年
2月17日、am合同会社に所属することをTwitterで発表した。
また、同月19日と26日に放送された「ひともんちゃくなら喜んで!」に出演し、同作でテレビドラマへの女優復帰を、さらに同年5月17日から21日にかけて上演された舞台「オオカミの誘惑」のヒロイン役で本格舞台復帰を果たした。

## 人物
- 愛称は、ゆりあ[39]。
- 丸顔で小動物的なルックスと評されることがある[40]。幼稚園の頃の劇でたこやきマントマン役ができるほど幼少期から顔が丸かったと本人は述懐している[41]。
- 今までで一番嬉しかったことは「生まれてこれたこと」である[42]。
- 家族構成は、両親と、兄の4人家族[43]、それとペットとして育てている猫のニャン太がいる[44]。両親は「親バカ」で、娘の水着ポスターを家中に貼って喜んでいるという[45]。
- 漫画家のときわ藍は従妹にあたり[46][47]、プロデビュー以前に、木﨑のTwitterに似顔絵が投稿されたこともあった[48][49][50]。
- 先述のavexのオーディションの同期合格者には東京女子流の山邊未夢、SUPER☆GiRLSの田中美麗、GEMの森岡悠と武田舞彩がいる[4][5][6]。
- 将来的な目標は、女優になり「三谷幸喜ファミリー」に入ること[51][要ページ番号]。
- 父親から護身術として蹴りを習っており、さまざまな高さのキックを使いこなす（本人は木﨑ックと呼んでいる）[52]。AKB48に移籍するまで住んでいた実家にはキック用サンドバッグも用意されている[53]。なお、このキックは『マジすか学園4』の殺陣でも使われている[54]。
- 漫画『ONE PIECE』の大ファンで[55]、好きなキャラクターはトニートニー・チョッパー[56]。このほか『けいおん!』も好きで、特に好きな登場人物は平沢憂[57]。
- 好きな芸能人は西田敏行である。理由は「演技が幅広く上手で、そして面白いから」とのこと[58]。
- 好きな教科は体育で、苦手な教科は数学[44]。
- 国内旅行でも航空機に搭乗する際にパスポートが必要だと思っていたり、国会議事堂を見て「東京城」と発言したりするなど、一般教養が苦手[59]。
- いわゆる「絶叫マシン」は苦手で、幼少期は東京ディズニーランドの回転する『クマのプーさん』のアトラクション（プーさんのハニーハント）でさえも乗れなかった[60]。
- よく忘れ物をし、SKE48所属時は矢神久美とともに「忘れ物クイーン」と呼ばれていた[61]。
- 小杉竜一（ブラックマヨネーズ）は、木﨑のファンであると公言している[45]。

### SKE48・AKB48
- キャッチフレーズは「いつも心に? ピース!! あなたの心に?? ゆりあピース!!」[40]。ブログの最後を「ゆりあ(・∀・>)ぴーす」で結んだり[62]、自身初のソロ写真集のタイトルを『ぴーす』とする[63]など、「ゆりあピース」というフレーズは木﨑の代名詞となっていた[64][65]。
- SKE48でグループトップクラスの人気メンバーと言われていた[66]。
- SKE48内での交友は広く、メンバーに親しまれていた。
  - 大矢真那から「ゆりまる」と呼ばれ、可愛がられていた[67]。また、小木曽汐莉とは姉妹のような関係で、可愛がられている[68]。また、木下有希子を「ゆっちゃん」と呼んでいる[69]。加藤るみとは「丸顔&『ONE PIECE』同盟」を結んでおり、漫画の貸し借りなどをしている[70]。
  - 矢神久美は木﨑のファンで、木﨑のピンバッジを所有している[71]。
- SKE48の7期生である浅井裕華（上記のときわ藍の妹）は従妹にあたる[72]。
- AKB48に移籍して初めての誕生日には、100件以上のおめでとうメールが先輩後輩問わず届いた[45]。
- 憧れの先輩は、SKE48では松井珠理奈、斉藤真木子、AKB48では渡辺麻友である[60]。
- いわゆる「おバカキャラ」として知られ、同様のキャラクターで知られる川栄李奈と比較され、張り合うことも多かった[45]。川栄とは互いにGPSで位置情報を共有しており、グループ卒業後も親交が深い[73]。

## AKB48・SKE48での参加楽曲

### シングル選抜楽曲
AKB48名義
- 「Beginner」に収録
  - 僕だけのvalue - 「アンダーガールズ」名義
- 「GIVE ME FIVE!」に収録
  - NEW SHIP - 「スペシャルガールズA」名義
- 真夏のSounds good !
- 「ギンガムチェック」に収録
  - なんてボヘミアン - 「アンダーガールズ」名義
- 「UZA」に収録
  - 次のSeason - 「アンダーガールズ」名義
- 「永遠プレッシャー」に収録
  - 強がり時計 - 「SKE48」名義
- 「So long !」に収録
  - Waiting room - 「アンダーガールズ」名義
- さよならクロール
- 「恋するフォーチュンクッキー」に収録
  - 愛の意味を考えてみた - 「アンダーガールズ」名義
- 「ハート・エレキ」に収録
  - 快速と動体視力 - 「アンダーガールズ」名義
- 「鈴懸の木の道で「君の微笑みを夢に見る」と言ってしまったら僕たちの関係はどう変わってしまうのか、僕なりに何日か考えた上でのやや気恥ずかしい結論のようなもの」に収録
  - Escape - 「SKE48」名義
- 「前しか向かねえ」に収録
  - 昨日よりもっと好き - 「Smiling Lions」名義
- ラブラドール・レトリバー
  - ハートの脱出ゲーム - 「Team 4」名義
- 「心のプラカード」に収録
  - 誰かが投げたボール - 「アンダーガールズ」名義
- 希望的リフレイン
  - 目を開けたままのファーストキス - 「Team 4」名義
- Green Flash
  - マジすかFight
  - 春の光 近づいた夏
- 僕たちは戦わない
  - 君の第二章
- 「ハロウィン・ナイト」に収録
  - さよならサーフボード - 「アンダーガールズ」名義
  - 一歩目音頭
  - ヤンキーマシンガン
- 唇にBe My Baby
  - 365日の紙飛行機
  - 金の羽根を持つ人よ - 「Team B」名義
  - 背中言葉
- 君はメロディー
  - LALALAメッセージ - 「AKB48次世代選抜」名義
- 翼はいらない
  - 恋をすると馬鹿を見る - 「Team B」名義
- 「LOVE TRIP/しあわせを分けなさい」に収録
  - 進化してねえじゃん - 「ネクストガールズ」名義
  - BLACK FLOWER
- ハイテンション
  - ハッピーエンド - 「レナッチーズ」名義
- シュートサイン
- 願いごとの持ち腐れ
  - 点滅フェロモン
- 「#好きなんだ」に収録
  - ギブアップはしない - 「パッパラー木﨑」として参加

SKE48名義
- 「青空片想い」に収録
  - バンジー宣言 - 「チームB.L.T.」名義
- ごめんね、SUMMER
- 1!2!3!4! ヨロシク!
  - そばにいさせて
  - 青春は恥ずかしい - 「紅組」名義
- バンザイVenus
- パレオはエメラルド
  - 積み木の時間
  - 花火は終わらない - 「セレクション8」名義
- オキドキ
  - 初恋の踏切
  - 歌おうよ、僕たちの校歌 - 「セレクション8」名義
- 片想いFinally
  - 今日までのこと、これからのこと
  - 寡黙な月 - 「セレクション8」名義
- アイシテラブル!
- キスだって左利き
- チョコの奴隷
  - Darkness - 「セブンダンサーズ」名義
- 美しい稲妻
  - JYURI-JYURI BABY - 「Team S」名義
  - バンドをやろうよ - 「マジカルバンド」名義
- 賛成カワイイ!
  - 道は なぜ続くのか? - 「愛知トヨタ選抜」名義
  - ずっとずっと先の今日 - 「セレクション18」名義
- 未来とは?
  - GALAXY of DREAMS - 「GALAXY of DREAMS」名義
  - 猫の尻尾がピンと立ってるように…feat. Bose（スチャダラパー） - 「Team S」名義

### アルバム選抜楽曲
AKB48名義
『ここにいたこと』に収録
- ここにいたこと

『1830m』に収録
- いつか見た海の底 - 「Up-and-coming girls」名義
- 青空よ 寂しくないか?
- やさしさの地図

『次の足跡』に収録
- ボーイハントの方法 教えます
- ぽんこつブルース

『ここがロドスだ、ここで跳べ!』に収録
- 愛の存在
- ダウンタウンホテル100号室
- 涙は後回し - 「峯岸Team 4」名義

『0と1の間』に収録
- ミュージックジャンキー - 「Team B」名義
- ロザリオ

『サムネイル』に収録
- あの日の自分
- 青くさいロック

SKE48名義
『この日のチャイムを忘れない』に収録
- フラフープでGO!GO!GO! - 「チームS」名義
- Beginner - 「チームS」名義
- 拗ねながら、雨… - 「セレクション8」名義

### その他の参加楽曲
- シングル「アイドルはウーニャニャの件」（「ニャーKB with ツチノコパンダ」名義）
  - アイドルはウーニャニャの件
  - 不幸中の幸い少女
- シングル「右足エビデンス」（「藤田奈那」名義）に収録
  - 君は今までどこにいた? - 「AKB48」名義
- 笑顔の明日（「知って、肝炎プロジェクト」テーマソング）[74]

### 未音源化曲
ぱちスロAKB48 勝利の女神
- ヘビーローテーション
- AKBフェスティバル

### 劇場公演ユニット曲
AKB48名義
峯岸チーム4「アイドルの夜明け」公演
- 口移しのチョコレート

春風亭小朝「イヴはアダムの肋骨」公演
- それでも好きだよ
- 大声ダイヤモンド（アカペラ・ボイスパーカッションver. パーカッション担当）

田中将大「僕がここにいる理由」公演
- 君はペガサス

木﨑チームB「ただいま 恋愛中」公演
- Faint

「サムネイル」公演
- ひび割れた鏡（峯岸みなみのユニットアンダー）

SKE48名義
 SKE48 研究生「PARTYが始まるよ」公演
- スカート、ひらり
- 星の温度

 チームS 3rd Stage「制服の芽」
- 狼とプライド（森紗雪の降格後）
- 万華鏡（ユニットシャッフル後）
- 思い出以上（平松可奈子、山下もえ卒業後のユニットアンダー）

 チームS 4th Stage「RESET」
- 制服レジスタンス
- 逆転王子様（新土居沙也加卒業後のユニットアンダー）
- 明日のためにキスを（佐藤聖羅卒業後のユニットアンダー）

## 出演

### テレビドラマ
- ストライク・ラブ 第21話・第22話（2010年8月11日 - 12日、フジテレビTWO）[注 2]
- モウソウ刑事!（2011年1月12日 - 3月30日、東海テレビ）
- 明日の光をつかめ2 第18話・19話（2011年7月27日・28日、東海テレビ） - 斉藤沙織 役[10]
- マジすか学園3（2012年7月13日 - 10月5日、テレビ東京） - ピース 役
- ギャルバサラ外伝（2012年8月29日、名古屋テレビ） - 西村奈緒 役
- GTO（2014年7月8日 - 9月16日、関西テレビ） - 百合原さつき 役[75]
- マジすか学園4（2015年1月20日 - 3月31日、日本テレビ） - マジック 役[76]
- 戦う!書店ガール（2015年4月14日 - 6月9日、関西テレビ） - 遠野由香 役[77]
- マジすか学園5（2015年8月25日、日本テレビ）[注 3] - マジック 役[79]
- AKBホラーナイト アドレナリンの夜 第1話「ハサミ」（2015年10月8日、テレビ朝日） - 主演・一美 役[80]
- 劇場霊からの招待状 第10話「永遠」（2015年12月4日、TBS） - 主演・秋山由梨 役[81][82]
- AKBラブナイト 恋工場 第27話「突然のキス」（2016年7月28日、テレビ朝日） - 主演・晴海 役[83]
- キャバすか学園（2016年10月30日 - 2017年1月15日、日本テレビ） - ガリ / マジック 役[84][85]
- 豆腐プロレス（2017年1月22日 - 7月2日、テレビ朝日） - 木﨑ゆりあ / パッパラー木﨑 役[86]
- 最後の晩ごはん 第6話・7話（2018年2月16日・23日、BSジャパン）[87] - 詩織 役[88][89]
- JOKER×FACE 第5話・6話（2019年2月12日・19日、フジテレビ） - 里紗 役[90]
- イノセンス 冤罪弁護士 第9話・最終話（2019年3月16日・23日、日本テレビ） - 那須亜里沙 役[91]
- ラーメン大好き小泉さん 2019春SP（2019年4月5日、フジテレビ） - 小川乃愛 役[92]
- おっさんずラブ-in the sky-（2019年11月2日 - 12月21日、テレビ朝日） - 有栖川民代 役[93]
- チート〜詐欺師の皆さん、ご注意ください〜 第7話（2019年11月14日、日本テレビ） - 野呂昌枝 役[94]
- 教場（2020年1月4日・5日、フジテレビ） - 山崎優莉奈 役
- 未満警察 ミッドナイトランナー 第2話・3話（2020年7月4日・11日、日本テレビ） - 里佳 役[95]
- 文豪少年!〜ジャニーズJr.で名作を読み解いた〜 第6話「稲荷坂の秘密」（2021年4月25日、WOWOWプライム）[96]
- 連続ドラマW 東野圭吾 さまよう刃 第4話（2021年6月5日、WOWOW） - 村越優佳 役[97]
- ひともんちゃくなら喜んで! 第6話・7話（2023年2月19日・26日、朝日放送テレビ） - 小峰涼子 役[98][37]
- シンデレラ・コンプレックス 第1話（2024年3月1日、MBS） - 絵美 役[99]
- ブルーモーメント 第5話（2024年5月22日、フジテレビ） - 矢崎里沙 役
- 嗤う淑女 第5話（2024年8月24日、東海テレビ・フジテレビ系） - 春奈 役[100]
- 若草物語-恋する姉妹と恋せぬ私- 第3話（2024年10月20日、日本テレビ） - 彩乃 役[101]
- 最高のオバハン中島ハルコ〜マダム・イン・ちょこっとだけバンコク〜 第9話（2025年3月1日、東海テレビ・フジテレビ） - 稲垣桃 役[102][103]
- あらばしり 第9話・第10話（2025年3月7日・14日、読売テレビ） - 路乃 役[104]
- 純喫茶つながり、閉店します 第2話（2025年3月8日、テレビ愛知） - 三好真理子 役[105]
- やぶさかではございません 第8話（2025年5月22日、テレビ東京） - 水面綾 役[106]

### 映画
- ギャルバサラ -戦国時代は圏外です-（2011年11月26日、角川映画） - 西村奈緒 役[107]
- 柘榴坂の仇討（2014年9月20日、松竹） - ユキ 役[108][109]
- 9つの窓「candy」（2016年2月6日、キャンター） - 主演・深田野乃子 役[110]
- ダブルドライブ 〜龍の絆〜（2018年9月22日、AMGエンタテインメント） - ヒロイン・彦野亜梨紗 役[111][112]
- アルキメデスの大戦（2019年7月26日、東宝） - 舞妓 役[113]

### 劇場アニメ
- 劇場版 しまじろうのわお! しまじろうとえほんのくに（2016年3月11日、東宝） - キッキー 役[114]

### 舞台
- リーディングシアター「恋工場」（2016年9月19日、ベルサール渋谷ガーデン Cホール）[115]
- 東京マハロ 第18回公演「紅をさす」（2016年12月7日 - 14日、東京芸術劇場 シアターウエスト） - 笑麻 役[28][116]
- 大人のカフェコント公演 Vol.10「カフェに向かって撃て!」（2017年6月27日 - 7月2日、CBGKシブゲキ!!）[117]
- 熱海殺人事件 CROSS OVER 45（2018年2月17日 - 3月5日、紀伊國屋ホール） - 水野朋子 役[118][119]
- リーディングドラマ「シスター」（2018年8月31日、銀座博品館劇場）[120]
- 東京マハロ 第21回公演「『たぶん世界は8年目』 -幸せな私たち、興味がないあなた達-」（2018年9月14日 - 23日、シアタートラム） - 美海子 役[121]
- 春のつかこうへい復活祭 VOL.2「銀幕の果てに」（2019年4月24日 - 29日、紀伊國屋ホール／5月8日 - 9日、COOL JAPAN PARK OSAKA TTホール） - 凉子 役[122]
- 久馬くんと石田くんの演 第3回公演「生前葬（so）ng♪」（2019年8月21日 - 25日、あうるすぽっと／8月31日、COOL JAPAN PARK OSAKA TTホール） - 主演・娘（美優） 役[123][33]
- 少女仮面（2020年1月24日 - 2月9日、シアタートラム） - 少女貝 役[124]
- 舞台「ニュー熱海国際ホテル2022」（2022年12月24日 - 31日、シアターサンモール） - 遠藤キラリ 役[125]
- オオカミの誘惑（2023年5月17日 - 21日、六行会ホール） - ヒロイン・本田雫 役[126]
- Arcana Shadow（2023年7月1日 - 9日、サンシャイン劇場） - 杠 役[127]
- OFFICE SHIKA PRODUCE Operetta「Ms.YAMA-INU」（2024年1月12日 - 15日、CBGKシブゲキ!!） - ハマダマコト 役[128]
- 紀伊國屋ホール開場60周年記念特別公演「フォーティンブラス」（2024年3月1日 - 18日、紀伊國屋ホール／3月23日・24日、AiiA 2.5 Theater Kobe） - 刈谷ひろみ（オフィーリア） 役[129]
- 紀伊國屋ホール開場60周年記念特別公演「熱海連続殺人事件 モンテカルロ・イリュージョン」（2024年7月5日 - 22日、紀伊國屋ホール） - 水野朋子 役[130]
- 朗読劇「命がけの証言」（2024年8月14日、紀伊國屋サザンシアター TAKASHIMAYA） - ヒロイン・ダウート 役[131]
- マーダーミステリーシアター「殺意の代償」（2025年3月11日、品川プリンスホテル クラブeX）[132]
- フラガール -dance for smile-（2025年5月22日 - 6月2日、新国立劇場 中劇場） - 初子 役[133][134]
- パンセク♡（2025年7月9日 - 13日〈予定〉、小劇場B1）[135]
- ゼブラ（2025年8月20日 - 24日〈予定〉、シアターサンモール）[136]
- CCCreation Presents「近松心中物語」（2025年10月18日 - 26日〈予定〉、KAAT神奈川芸術劇場 大スタジオ）[137]

### ラジオ
- 神田朱未のわたしのすきなこと。（2010年4月26日 - 2014年4月20日、FM愛知） - 不定期出演
- イマドキッ（2014年6月10日 - 10月21日、MBSラジオ） - 第二部パーソナリティ
- AKB48木﨑ゆりあ 2014年のシンデレラ（2014年10月3日 - 2016年3月25日、MBSラジオ）[19]
- AKB48木﨑ゆりあ オトナやってまーす!（2016年4月1日 - 2017年10月2日、MBSラジオ）
- リッスン? 2-3（2016年6月度、文化放送） - 月間パーソナリティー

#### ラジオドラマ
- オンライン / 奇少物件100LDK（2014年10月5日・12日、TBSラジオ） - 主演・八城舞 / 大和霧彦 役[138][注 4]
- 青春アドベンチャー「00-03 都より愛をこめて」（2020年4月20日 - 5月1日、全10回、NHK-FM） - ヒロイン・ナナ 役[139]

### CM
- 昭和産業 おいしく焼ける 魔法のお好み焼粉（2014年11月 - ）[140]
- 新生銀行 新生銀行カードローン レイク[141]
  - 「バカップルなんて」篇・「どっちのヤバイ?」篇（2016年3月 - ）
  - 「あいつはサッ、パッ、ピッ、」篇（2016年4月 - ）
- 味の素冷凍食品 ザ★チャーハン「妹登場」篇（2019年8月1日 - ）[142]
- アサヒビール ASAHI WHITE BEER「仲間と過ごしたマジックアワー」篇（2022年5月10日 - ）[143]

### バラエティ・情報番組
- スマイルすきっぷ〜明日の元気をフルチャージ!〜（2019年2月8日、TBSテレビ）

### インターネットテレビ

#### ドラマ
- 学校の怪談 「犯人の背中」「メリーさん」「廃校の撮影」（2012年7月20日 - 、全15話、BeeTV）
- マジすか学園5（2015年8月25日 - 10月27日、Hulu）[注 3] - マジック 役[79]
- AKB48総選挙スキャンダル アキバ文書（2016年6月19日 - 7月17日、Amazonプライム・ビデオ）[144]
- CROW'S BLOOD（2016年7月23日 - 8月27日、Hulu） - 谷中ヒカリ 役[145]
- Document of REN  from JOKER×FACE 第2話（2019年2月12日配信開始、dTV・プチフジ / 3月13日配信開始、フジテレビオンデマンド） - 里紗 役[146]
- 秘密を持った少年たち-Love In The Night-（2023年12月22日配信開始、Hulu） - 渚沙 役[147]
- 課長 島耕作のつぶやき（2024年10月7日配信開始、公式YouTube） - 田代 役[148]

#### その他
- 木崎ゆりあと入山杏奈のやり過ぎ!サマーSPECIAL!（2016年7月15日、SHOWROOM）[149]

### イベント
- 豆腐プロレス The REAL 2017 WIP CLIMAX in 後楽園ホール（2017年8月29日、後楽園ホール） - パッパラー木﨑 役[150]
- 関西コレクション 2017 AUTUMN＆WINTER（2017年8月30日、京セラドーム大阪）[151]
- 写真展「Why?」（2023年1月6日 - 9日、ROOMCRIM NAGOYA conceptshop）[152]

## 書籍

### 著書
- AKB48の木﨑ゆりあ&加藤玲奈と学ぶ お仕事ルール50（2017年3月20日、神宮館）ISBN 978-4860763527[153]

### 写真集
1. ぴーす（2015年2月11日、徳間書店、撮影：Takeo Dec.）ISBN 978-4198639044[21]
2. Stagedoor（2017年9月15日、徳間書店、撮影：Takeo Dec.）ISBN 978-4-19-864475-8[154]

- AKB48れなっち総選挙選抜写真集 16colors（2017年1月31日、徳間書店、撮影：LUCKMAN、佐藤佑一）ISBN 978-4198642891[155]

### Web連載
- Bezzy（2022年7月4日 - 、THECOO） - 「木﨑ゆりあの“昨日の自分を愛せるか？”」を連載[156]

### カレンダー
- クリアファイル付 卓上 AKB48 木﨑ゆりあ 2015年カレンダー（2014年12月13日、ハゴロモ）
- 壁掛 AKB48 木﨑ゆりあ カレンダー 2015年（2014年12月13日）